# IOS 10
iOS 10 — десятий реліз мобільної операційної системи iOS, розробленої компанією Apple як наступник iOS 9.

## Про ОС
iOS 10 було представлено 13 червня 2016 року на щорічній конференції розробників WWDC. iOS 10.0 бета 1 стала доступною в цей же день для зареєстрованих розробників, публічна бета версія очікується у липні, а реліз стабільної версії заплановано на осінь.
В новій версії операційної системи, згідно із тестами, було значно поліпшено продуктивність і час роботи пристроїв.

## Нові можливості
- Екран блокування: додано підтримку віджетів та 3D Touch;
- Siri: відкрито доступ стороннім розробникам, додано розпізнавання контексту;
- QuickType: додано підтримку Siri; мова клавіатури може автоматично змінюватись залежно від контексту;
- Фото: за допомогою Advanced Computer Vision додано розпізнавання осіб та об'єктів; додано автоматичне створення «Спогадів» (альбомів із погрупованими фото або автоматично створені короткі відео ролики);
- Карти: кардинально змінено інтерфейс, аплікація стала більш «проактивною» та відкрито доступ стороннім розробникам;
- Apple Music: змінено зовнішній вигляд, видалено функцію «Connect», додано можливість перегляду тексту пісень;
- Новини: змінено інтерфейс, додано підтримку підписок, додано відображення новин на екрані блокування;
- HomeKit: нова аплікація Home для керування системами «розумного будинку»;
- Телефон: додано підтримку VoIP API, функціонал відкритий для сторонніх розробників;
- iMessage: підтримка рукописного тексту, багато оновлень та покращень щодо анімації повідомлень, відкрито доступ стороннім розробникам.

## Сумісність з пристроями
В iOS 10 Apple перестали підтримувати всі пристрої на базі A5 чипу.
| iPhone - iPhone 5 - iPhone 5c - iPhone 5s - iPhone 6 - iPhone 6 Plus - iPhone 6s - iPhone 6s Plus - IPhone SE | iPad - iPad (4-ого покоління) - iPad Air - iPad Air 2 - iPad Pro - iPad mini 2 - iPad mini 3 - iPad mini 4 | iPod - iPod Touch (6-ого покоління) |